# Один-до-одного

Країна може мати лише одну столицю, а столиця є такою лише однієї країни

У системному аналізі, відношення один-до-одного — тип кардинальності, який стосується відношення між двома сутностями (див. також модель «сутність — зв'язок») А і Б, в якому один елемент А може бути пов'язаний лише з одним елементом Б, і навпаки. У математичних термінах, існує бієктивна функція від А до Б.
Наприклад, подумаймо про А як про множину всіх людських істот, а про Б — як про множину їхніх мізків. Будь-яка особа з А може й повинна мати лише один мозок із Б, а будь-який людський мозок у Б може й повинен належати лише одній особі, яка міститься в А.
У реляційних базах даних, відношення один-до-одного існує, коли кожний рядок однієї таблиці може бути пов'язаний лише з одним рядком іншої таблиці, і навпаки. Важливо зазначити, що відношення один-до-одного — не властивість даних, а радше саме відношення. Може статися, що список матерів та їхніх дітей описує матерів лише з однією дитиною, в такому випадку один рядок таблиці матерів посилатиметься лише на один рядок таблиці дітей, і навпаки, але саме відношення — не один-до-одного, тому що матері можуть мати понад одну дитину, таким чином утворюючи відношення один-до-багатьох.